# Varash
Varash (tiếng Ukraina: Вараш) là một thành phố của Ukraina. Thành phố này thuộc tỉnh Rivne. Thành phố này có diện tích ? km2, dân số theo điều tra dân số năm 2024 là 42000 người.